# Conjectura de împachetare a lui Ulam
Conjectura de împachetare a lui Ulam, numită astfel după Stanislaw Ulam, este o presupunere despre cea mai mare densitate de împachetare posibilă a formelor convexe tridimensionale identice în spațiul euclidian. Conjectura spune că densitatea optimă pentru împachetarea sferelor⁠(d) congruente este mai mică decât cea pentru orice alt corp convex. Adică, conform conjecturii, bila este corpul convex care lasă cea mai mare fracțiune din spațiu să rămână goală în structura sa optimă de împachetare. Prin urmare, această presupunere este legată de conjectura Kepler⁠(d) despre împachetarea sferelor. Deoarece soluția la conjectura Kepler stabilește că bile identice trebuie să lase gol ≈25,95 % din spațiu, conjectura lui Ulam este echivalentă cu afirmația că niciun alt corp convex nu lasă atât de mult spațiu să rămână gol.

## Origine
Această presupunere i-a fost atribuită postum lui Ulam de Martin Gardner, care remarcă într-un post-scriptum adăugat la unul din articolele rubricii sale Mathematical Games (în română Jocuri matematice) că Ulam i-a comunicat această presupunere în 1972. Deși nota afirma doar că Ulam „bănuia” că bila este cel mai rău caz pentru împachetare, afirmația a fost ulterior luată ca o conjectură.

## Argumente care o susțin
Experimentele numerice cu o mare varietate de corpuri solide convexe au condus de fiecare dată la împachetări care lasă gol mai puțin spațiu decât este lăsat de împachetarea compactă a sferelor⁠(d) egale și la foarte multe corpuri s-a constatat că nu sunt contraexemple la conjectura lui Ulam.
Însă există un număr infinit de forme posibile care nu au fost excluse.
Yoav Kallus a arătat că cel puțin printre corpurile cu simetrie față de centru, bila constituie un maxim local al fracției de spațiu lăsat gol.
Adică, orice corp cu simetrie față de centru care nu se abate prea mult de la o bilă poate fi împachetat cu o eficiență mai mare decât se pot împacheta bilele.

## Analogi în alte dimensiuni
Analogul bidimensional al conjecturii de împachetare a lui Ulam ar spune că nicio formă convexă nu lasă mai mult de ≈9,31 % din plan să rămână descoperit, deoarece aceasta este fracțiunea de spațiu gol rămas neacoperit la cea mai densă împachetare a discurilor. Totuși, octogonul regulat și cel netezit sunt contraexemple. Se presupune că heptagoanele regulate lasă descoperită cea mai mare fracțiune a planului. În dimensiuni superioare lui 4 (exceptând 8 și 24), situația este complicată de faptul că analogele conjecturii Kepler nu sunt încă demonstrate.